# Heusden Koers 1996
De 48e editie van de Belgische wielerwedstrijd Heusden Koers werd verreden op 13 augustus 1996. De start en finish vonden plaats in Heusden. De winnaar was Johan Capiot, gevolgd door Kris Gerits en Tony Bracke.

## Uitslag
| Heusden Koers 1996 |              |                             |         |
| Plaats             | Naam         | Ploeg                       | Tijd    |
| Winnaar            | Johan Capiot | Collstrop-Lystex            | 3u46'0" |
| 2                  | Kris Gerits  | Vlaanderen 2002-Eddy Merckx | + 28"   |
| 3                  | Tony Bracke  | Lotto-Isoglass              | z.t.    |

1929 · 1930-1935 · 1936 · 1937 · 1938 · 1939 · 1952 · 1953 · 1954 · 1955 · 1956 · 1957 · 1958 · 1959 · 1960 · 1961 · 1962 · 1963 · 1964 · 1965 · 1966 · 1967 · 1968 · 1969 · 1970 · 1971 · 1972 · 1973 · 1974 · 1975 · 1976 · 1977 · 1978 · 1979 · 1980 · 1981 · 1982 · 1983 · 1984 · 1985 · 1986 · 1987 · 1988 · 1989 · 1990 · 1991 · 1992 · 1993 · 1994 · 1995 · 1996 · 1997 · 1998 · 1999 · 2000 · 2001 · 2002 · 2003 · 2004 · 2005 · 2006 · 2007 · 2008 · 2009 · 2010 · 2011 · 2012 · 2013 · 2014 · 2015 · 2016 · 2017 · 2018 · 2019 · 2020 · 2021 · 2022 · 2023